# Григорій Пірамович
Григорій Вінцентій Пірамович, Григор Пірумян (пол. Grzegorz Wincenty Piramowicz; 25 листопада 1735, Львів — 14 листопада 1801, Межиріч-Підляський) — польський єзуїт, поет, перекладач, релігійний діяч вірменського походження. Діяч Комісії едукаційної народової.

## Життєпис
Народився у Львові 25 листопада 1735 року в родині купця, титулярного секретаря короля Августа ІІІ Якова Пірамовича та його дружини Анни з Никоровичів (померла в липні 1789).
Закінчив єзуїтську колегію у Львові, під час навчання у якій приятелював з майбутнім примасом Ігнацієм Красицьким.
З осені 1764 року був проповідником та професором моральної теології в Кременецькому колегіумі. У 1766-67 роках перебував у «законному домі» в Ярославі, де мав так звану «третю пробацію». Після цього повернувся до Львова, звідки виїхав як опікун Павела, Каєтана, Яна Потоцьких — синів львівського каштеляна Юзефа Потоцького — у їх освітній подорожі до Франції та Італії. Зокрема, до осені 1770 опікувані навчались у Римській колегії єзуїтів (Collegium Romanum, тепер Папський григоріанський університет), де він викладав моральну теологію.
У 1772 році супроводжував у дорозі до Спа канцлера Львівської капітули РКЦ Адаму Жевуському, де також поправляв здоров'я.
Помер 14 листопада 1801 у м. Межиріч-Підляський, Нова Галичина, Монархія Габсбургів. Був похований у костелі в Курові поряд з матір'ю.

## Вшанування
Вулиця в місті Кендзежин-Козьле.